# 尹力 (1957年)
尹力（1957年12月—），男，北京人，中国电影导演，中国电信集团公司一级导演，中国共产党党员，曾任中国电影家协会副主席。主要作品有《张思德》、《云水谣》、《铁人》。曾担任第十一届、第十二届、第十三届全国政协委员。

## 生平
毕业于北京电影学院美术系。

## 社会兼职
2008年，当选第十一届全国政协委员，代表文化艺术界，分入第二十六组。2018年1月，当选第十三届全国政协委员。